# 로텐보덴역
로텐보덴역(독일어: Rotenboden)은 스위스 발레주 체르마트 리조트와 고르너그라트 정상을 연결하는 랙 철도인 고르너그라트 철도의 기차역이다. 역은 체르마트와 고르너그라트 서쪽에 위치해 있다. 평균 해발 2,815m의 고도에서 같은 노선에 있는 고르너그라트역 다음으로 유럽에서 두 번째로 높은 야외 기차역이다.
기차역에서 트레일은 고르너 빙하를 가로질러 몬테로사 산장으로 이어진다.